# Illa del Castellar
L'Illa del Castellar (o de Castellar) és un illot del municipi de Llançà.
Situada arran del port, prop la frontera administrativa amb França. És abrupta i té una superfície de 2'2 hectàrees. Avui dia es troba unida a terra ferma mitjançant un farciment que la vincula a la resta del port. També hi ha construïda una marina esportiva al llarg de tot el seu perímetre oest i nord, i un enorme dic d'atracada i abric es prolonga en forma de L al nord de l'illa. Posseeix un mirador al cim i la travessen diversos senders i camins de ronda. S'hi han localitzat restes de ceràmica de l'edat de ferro i és probable l'existència d'una antiga fortificació o torre de guaita.
El nom és idèntic al d'una antiga illa actualment desapareguda situada al port de la Selva.
Amb el material d'aquesta illa es van construir les primeres cases de pescadors del port.

## Vegetació
S'hi troben una vuitantena d'espècies vegetals, algunes al·loctones.

## Història
S’han descobert a l'illa vestigis de l’època del Bronze Final (X-VII a.C.), com trossos de ceràmica, decoracions, enterraments entre d'altres.
També hi havia hagut una torre de vigilància de planta circular que es presumeix medieval i fou destruïda durant la guerra dels segadors.
A més durant la guerra civil s'hi van construir dos búnquer per a defensar la costa que un cop finalitzada es van aprofitar per a la defensa de l'estat en cas de ser atacats.
Més endavant als anys seixanta és va edificar el moll portuari i va unir-se l'illa amb terra ferma.